# 인천 용궁사 수월관음도
인천 용궁사 수월관음도(仁川 龍宮寺 水月觀音圖)는 1880년에 축연(竺演)과 종현(宗現)이 조성한 수월관음도이다. 인천광역시 중구 운남동 소재 용궁사 관음전 안에 후불화로 봉안되어 있다. 2016년 2월 24일 인천광역시의 유형문화재 제76호로 지정되었다.

## 개요
이 불화는 1880년에 축연(竺演)과 종현(宗現)이 조성한 수월관음도로서, 현재 인천시 중구 운남동소재 용궁사 관음전 안에 후불화로 봉안되어 있다. 화폭의 규모는 세로135.5cm, 가로 174.3cm으로 3폭의 비단을 이어서 만들었는데, 가운데 화폭은 1002.2cm, 향좌폭 29.3cm, 향우폭 33.5cm로 가운데 화폭이 유난히 넓다.

## 같이 보기
- 수월관음도
- 용궁사

## 참고 자료
- 용궁사 수월관음도 - 국가유산청 국가유산포털